# جو بلامر
جو بلامر (بالإنجليزية: Joe Plummer)‏ هو فنان إيقاعي أمريكي، ولد في القرن العشرين.

## وصلات خارجية
- الموقع الرسمي
- جو بلامر على موقع ميوزك برينز (الإنجليزية)
- جو بلامر على موقع أول ميوزيك (الإنجليزية)
- جو بلامر على موقع أول ميوزيك (الإنجليزية)
- جو بلامر على موقع أول ميوزيك (الإنجليزية)
- جو بلامر على موقع ديسكوغز (الإنجليزية)